# Тримедоксима бромид
Тримедокси́ма броми́д (лат. Тrimedoximi bromidum, англ. Trimedoxime bromide) — лекарственное средство, реактиватор холинэстеразы. По структуре близок аллоксиму.
Слегка желтоватый, мелкокристаллический порошок без запаха, горького вкуса. Легко растворим в воде, мало — в спирте. Водные растворы (с добавлением буфера) бледно-жёлтого цвета; рН 3,7—4,2; стерилизуют при +100 °C в течение 30 мин.

## Фармакологическое действие
Реактиватор холинэстеразы, снижает секрецию желудочного сока и концентрацию соляной кислоты в желудочном соке.

## Применение
Показания
Отравление фосфорорганическими соединениями, в комбинации с холиноблокирующими ЛС (атропин, апрофен); профилактически, в сочетании с атропином, при отсутствии явных признаков отравления (после воздействия яда на организм); язвенная болезнь желудка и 12-перстной кишки; пароксизмальные нарушения ритма сердца — основанием для применения служат наблюдения об угнетении активности тканевой (ацетилхолинэстеразы) и сывороточной холинэстеразы при ИБС и инфаркте миокарда.
Противопоказания
Гиперчувствительность.
Побочное действие
Аллергические реакции.

## Режим дозирования
В зависимости от тяжести отравления, однократно или за несколько приёмов. При начальных признаках отравления (возбуждение, миоз, повышенное потоотделение, слюноотделение, начальные явления бронхореи) — п/к, 2—3 мл 0,1 % раствора атропина сульфата и 1 мл 15 % раствора тримедоксима бромида. Если симптомы отравления не исчезают, вводят вторично атропин и тримедоксима бромид в той же дозе. При более тяжёлых явлениях (подергивание мышц, судороги, сопорозное или коматозное состояние, обильная бронхорея) — в/в до 3 мл 0,1 % раствора атропина сульфата и одновременно в/м или в/в 1 мл 15 % раствора тримедоксима бромида. Введение атропина в указанной дозе повторяют через каждые 5—6 мин, до полного купирования бронхореи и появления признаков атропинизации. При необходимости тримедоксима бромид вводят через 1—2 ч повторно; средняя доза в тяжёлых случаях — 3—4 мл 15 % раствора (0,45—0,6 г). В особо тяжелых случаях, сопровождающихся остановкой дыхания, — до 7—10 мл. У больных, находящихся в бессознательном состоянии и при наличии затруднений для в/в введения ЛС могут быть введены внутриязычно. Для купирования пароксизмальных нарушений ритма сердца: в/в струйно, 150 мг (1 мл 15 % раствора в 10 мл 0,9 % раствора NaCl), затем в/в капельно, 2 мл 15 % раствора (300 мг) в 100 мл 0,9 % раствора NaCl (всего 430 мг).
Хранение
Список Б. В сухом, прохладном, защищённом от света месте.